# Periclimenes ordinarius
Periclimenes ordinarius är en kräftdjursart som beskrevs av Bruce 1991. Periclimenes ordinarius ingår i släktet Periclimenes och familjen Palaemonidae. Inga underarter finns listade i Catalogue of Life.